# Princ a Večernice
Princ a Večernice je česká filmová pohádka režiséra Václava Vorlíčka z roku 1978, která měla premiéru 1. října 1979. Scénář napsal Jiří Brdečka na motivy pohádky Boženy Němcové O Slunečníku, Měsíčníku a Větrníku. Exteriéry se natáčely na zámku Ploskovice, na zámku Hrádek u Nechanic, na hradě Krakovec a v adršpašských skalách. Úvodní píseň s textem Pavla Kopty a hudbou Svatopluka Havelky nazpíval jeho syn Ondřej Havelka. Kostýmy navrhl Theodor Pištěk.

## Příběh
Princ Velen během noci, kdy mu jeho královský otec svěří péči o království, provdá své tři sestry. Nápadníky mu sešle Večernice, do které se princ zamiluje. Princeznu Helenku dá za manželku
Větrníkovi, vládci všech větrů a vánků, princeznu Elenku Měsíčníkovi, vládci Měsíce, a princeznu Lenku Slunečníkovi, vládci Slunce. Všichni nápadníci si své nevěsty ihned odvedou s sebou. Starý král po svém návratu princi nezvyklé vdavky vyčte a princ se vydá do světa, aby sestry a svoji lásku Večernici našel.
Na své cestě potká zlého čaroděje Mrakomora, pána všeho nečasu, který ho varuje, že Večernice je zaslíbena jemu. Během svého putování princ Velen ztrácí svoji mladickou naivitu a ukazuje se, že pod zhýčkanou slupkou se skrývá odvaha, vytrvalost a další dobré vlastnosti. Po zdolání všech úskalí najde Večernici a odvážně se postaví Mrakomorovi, který před ním ustoupí, neboť vidí, že by Velenovi v boji pomohli Větrník, Měsíčník a Slunečník. Velen však své švagry při této konfrontaci nevidí a domnívá se, že se Mrakomor zalekl pouze jeho samotného. Větrník, Měsíčník a Slunečník čaroděje přemůžou a uvězní ho ve sklepení domu Večernice, která po princi žádá, aby s ní byl po celou následující noc a nevzdálil se od ní ani na krok. Velen se přes daný slib v průběhu noci jde podívat do sklepení, kde objeví uvězněného čaroděje. Mrakomor uprchne a unese Večernici na svůj hrad.
Větrník, Měsíčník a Slunečník princi vyčtou, že v poslední zkoušce zklamal. Princi, který chce Večernici osvobodit, však dají ještě jednu šanci. Poradí mu, kde ji Mrakomor vězní a že se na čarodějův hrad může ve zdraví dostat pouze když se cestou ani jednou neohlédne, neuhne stranou ani o krok a nezastaví se, ani kdyby měl duši na jazyku. Velen se po strastiplné cestě dostane na hrad, kde s pomocí svých švagrů osvobodí Večernici z moci Mrakomora, kterého v souboji zabije. Poté se princ probouzí na rodném zámku, kde se šťastně shledává se starým králem, sestrami, jejich manželi i Večernicí. Dozvídá se, že zkoušky, kterými během svého putování procházel, mu připravili jeho švagři a že Večernice je sestrou Větrníka, Měsíčníka a Slunečníka.

## Obsazení
| Vladimír Menšík      | král                                              |
| Juraj Ďurdiak        | princ Velen (mluví Petr Svojtka)                  |
| Libuše Šafránková    | Večernice                                         |
| Radoslav Brzobohatý  | král všeho nečasu čaroděj Mrakomor                |
| František Filipovský | šašek Kacafírek                                   |
| Julie Jurištová      | princezna Helenka                                 |
| Zlata Adamovská      | princezna Elenka                                  |
| Ivana Andrlová       | princezna Lenka                                   |
| Oldřich Táborský     | Větrník, manžel Helenky (mluví Miroslav Moravec)  |
| Alexej Okuněv        | Měsíčník, manžel Elenky (mluví Miroslav Masopust) |
| Petr Svoboda         | Slunečník, manžel Lenky                           |
| Čestmír Řanda        | šenkýř U zemské koule                             |
| Vladimír Krška       | soukeník Dobromil                                 |
| Rudolf Jelínek       | rytíř Čestmír                                     |
| Václav Lohniský      | vysloužilec kapitán                               |
| Jiří Lír             | Křivoručka                                        |
| Karel Augusta        | slepec                                            |
| Ladislav Brothánek   | hromotluk (mluví Mirko Musil)                     |
| Ladislav Trojan      | kolohnát                                          |
| Viktor Maurer        | pasák vepřů                                       |
| Miloš Vavruška       | sluha                                             |
| Bohumil Koška        | pacholek                                          |

## Citáty
„Práce, ty to slovo znáš?“ – král pokládá ironickou otázku svému synovi
„Jsem čaroděj Mrakomor, král všeho nečasu!“